# Margit dán királyi hercegnő
Margit dán hercegnő (Bernstorf Palota, Gentofte község, Dánia, 1895. szeptember 17. – Koppenhága, 1992. szeptember 18.) Valdemár dán királyi herceg és Mária Amália orléans-i hercegnő egyetlen lánya.

## Élete
1895-ben a Bernstorff Palotában született, Valdemár dán királyi herceg és Mária Amália orléans-i hercegnő egyetlen leányaként, és legifjabb gyermekeként.
Margit hercegnő 1921. június 9-én ment férjhez Koppenhágában René Bourbon–parmai herceg-hez, I. Róbert parmai herceg és Mária Antónia portugál infánsnő egyik fiához.
Kapcsolatukból négy gyermek származott:
- Jakab herceg (1922. június 9. – 1964. november 5.), 1947-ben Brigitte Alexandra Maria af Holstein-Ledreborg dán grófnőt (1922–2009) vette feleségül;
- Anna hercegnő (1923. szeptember 18. – 2016. augusztus 1.), 1948-tól I. Mihály román király felesége, Románia címzetes királynéja.
- Mihály herceg (1926. március 4. – 2018. július 7.), aki 1951-ben Yolande de Broglie-Revel francia hercegnőt, majd 2003-ban Savoyai Maria Pia olasz királyi hercegnőt (* 1934), II. Umbertónak, az utolsó olasz királynak legidősebb leányát vette feleségül.
- András herceg (1928. március 6. – 2011. október 1.), aki 1960-ban a polgári származású Marina Gacry-t vette feleségül.